# Уильямсон, Дэваррил
Дэваррил Уильямсон (25 июля 1968 года) — американский боксёр-профессионал, выступавший в супертяжёлой весовой категории.

## Биография
Уильямсон родился Вашингтоне, в неблагополучной семье. Отец с судимостями, а мать с пристрастием к наркотикам. Основную часть детства провёл в приёмных семьях. В школе проявлял себя как талантливый ученик во многих спортивных соревнованиях. Хорошо играл в футбол и баскетбол. Начал выступать за университетские футбольные команды, и очень хорошо себя проявлял.

## Любительская карьера
Заниматься боксом Дэваррил начал в 1994 году, и уже в первом годе выступлений победил в любителях таких известных боксёров как Лаймон Брюстер и Монте Барретт. И за 2 года в боксе выборол себе место в олимпийской сборной. Уильямсон победил первых двух соперников нокаутом, и проиграл в третьем туре Нейту Джонсу по очкам.
За главное место основного претендента от США, проиграл по очкам Лаймону Брюстеру.
В 1997 году завоевал титул чемпиона США, где нокаутировал в третьем раунде, Келвина Брока. В 1998 году снова завоевал титул США, где снова встретился с Броком, и победил его по очкам.
В 1998 году на играх доброй воли проиграл в третьем туре выход в полуфинал, кубинцу, Феликус Савону.
В 2000 году проиграл соотечественнику, Малику Скотту.
На любительском ринге Дэваррил провёл 120 победных поединков, потерпел 17 поражений, и один поединок свёл вничью. Побед нокаутом составил 107 (88%), что является, рекордным для любительского бокса.

## Профессиональная карьера
Дэваррил дебютировал на профессиональнальном ринге в 2000 году. 4-й свой бой на профессиональном ринге проиграл техническим нокаутом Вилли Чампену. В 2002 году Уильямсон победил ирландца Кевина Макбрайда и  нокаутировал американца Кори Сандерса. В 2003 году проиграл непобеждённому Джо Меси (26-0), нокаутом в первом раунде. Уильямсон затем победил Кендрика Релфорда и кубинца Элиэсера Кастильо.

### 2 октября2004Владимир Кличко—Дэваррил Уильямсон
- Место проведения:  Сизарс-пэлас, Лас-Вегас, Невада, США
- Результат: Победа Кличко техническим раздельным решением в 5-м раунде в 10-раундовом бою
- Статус: Рейтинговый бой
- Рефери: Джей Нейди
- Счет судей: Джерри Рот (49—46 Кличко), Даг Таккер (47—48 Уильямсон), Чак Джиампа (49—46 Кличко)
- Время: 3:00
- Вес: Кличко 110,70 кг; Дэваррил Уильямсон 125,90 кг
- Трансляция: Showtime
- Счёт неофициальных судей: Марк Батчер (38—38), Даг Фишер (38—37 Кличко), Кевин Айол (38—37 Кличко) — оценки после 4-го раунда

В октябре 2004 года Уильямсон вышел на бой против Владимира Кличко. В конце 5-го раунде произошло столкновение головами. В перерыве между 5-м и 6-м раундами по совету доктора бой остановили. Начался подсчет очков. Раздельным решением судей победу присудили Кличко.
После поражения от Владимира Кличко, Дэваррил Уильямсон победил бывшего чемпиона, Оливера Маккола.

### 30 апреля2005Дэваррил Уильямсон —Деррик Джефферсон
- Место проведения:  Мэдисон Сквер Гарден, Нью-Йорк Сити, Нью-Йорк, США
- Результат: Победа Уильямсона нокаутом в 6-м раунде в 12-раундовом бою
- Статус: Рейтинговый бой
- Рефери: Эдди Коттон
- Время: 2:41
- Вес: Харрис 100,20 кг; Джефферсон 106,80 кг
- Трансляция: HBO

В апреле 2005 года Дэваррил Уильямсон встретился с Дерриком Джефферсоном. В середине 2-го раунда Уильямсон встречным левым хуком в голову отправил противника в нокдаун. Джефферсон встал на счет 5. Рефери возобновил бой, и сразу же 1-м ударом — левым хуком — Джефферсон попал противнику в челюсть. У Уильямсона подкосились ноги и он повис на Джефферсоне. Оба свалились на канвас. Однако рефери Эдди Коттон не счел это нокдауном. После продолжения боя Уильямсон начал проводить серии ударов. В конце раунда он провел несколько левых хуков подряд по голове беззащитного Джефферсона, и рефери прекратил бой.

### 2005—2012
В 2005 году проиграл по очкам американцу Крису Бёрду.
В октябре 2007 года Уильямсон техническим нокаутом в 6-м раунде проиграл австралийцу Кали Миену.
В 2009 году проиграл Рэю Остину.
Вернулся в апреле 2011 года, и нокаутировал в 7-м раунде Майкла Маррона. снова ушёл из бокса.
23 июня 2012 года проиграл нокаутом в 4-м раунде соотечественнику Тони Грано.

## Факты
- Бывший футболист команды Wayne State College, защитник (1991—1993).
- Пробовал выступать за команду Индианаполис Колтс Национальной футбольной лиги (1993).
- Начал заниматься боксом в 25 лет.
- Имеет степень магистра.
- Выступал комиком.

## Образование
- Мастера искусств, административных служб - 1998 - Northern Michigan University , Маркетт, штат Мичиган
- Бакалавр наук, отдых - 1993 - Wayne State College , Уэйн, штат Небраска